# Charles A. Ellwood
Charles A. Ellwood (20 de janeiro de 1873 - 25 setembro de 1946) foi um dos principais sociólogos americanos do período entre guerras. Estudou a comunicação da intolerância e as revoluções usando muitos métodos multidisciplinares. Ele argumentou que a sociologia deve desempenhar um papel em direcionar a evolução cultural da sociedade através da educação. 

## Vida do autor
Ele foi um autor de muitos artigos e livros. Foi o 14° presidente da presidente da Sociedade Americana de Sociológica em 1924. Ele passou os primeiros 30 anos de sua carreira na Universidade Missouri-Columbia onde ganhou destaque nacional e depois teve um mandato de 15 anos na Universidade de Duke. No período Ellwood os trabalhos acadêmicos foram em grande parte dedicada aos problemas sociais como a pobreza e a desigualdade racial.
Charles A. Ellwood era da época em que a sociologia estava emergindo como um campo de estudo distinto da filosofia, economia, política e religião. Ellwood defendeu uma concepção científica da sociologia, mas também argumentou que a sociologia deve abordar os problemas sociais e contribuir diretamente para a reforma social. 
Mais tarde, alguns defensores de uma sociologia mais científica seria classificariam estudiosos como Ellwood como "benfeitores" que trouxeram a sociologia volta de suas ambições científicas. 
Em 1923 um jovem negro foi linchado na Colômbia depois de ser falsamente acusado de agressão sexual contra uma jovem branca. Charles A. Ellwood foi um crítico vocal do linchamento público e dos cidadãos locais para permitir uma coisa dessas acontecer na Colômbia. Ellwood tornou-se alvo de ameaças da Ku Klux Klan e causou indignação local. 

## Obra e ideais
Charles A. Ellwood escreveu um livro influente sobre os problemas sociais que vendeu mais de 200 mil cópias e estabeleceu o modelo para os cursos de problemas sociais em todo o país. Em sua abordagem descritiva e suas explicações dos fenômenos relacionou a psicologia social às grandes revoluções.
Nos seus Princípios de Psicologia Social (1912), afirma que o espírito individual é "uma parte de um conjunto mais vasto", provindo o conteúdo da consciência principalmente da hereditariedade e do meio social. Todavia ele recorda que só o indivíduo é um centro de experiência consciente e que, por conseguinte, existe "não um espírito social, no sentido em que existe um espírito individual, mas uma vida mental coletiva".
A sociedade é uma relação entre indivíduos onde um grupo de indivíduos têm relações relativamente conscientes para um outro. E quando falamos desta relação existente entre esses indivíduos não estamos aqui tratando certamente de uma relação baseada em crenças políticas, religiosas ou coisa parecida, mas sim de indivíduos que pensam e por isso existem em uma relação de um sistema sócio-político ao qual estão sujeitos.